# Bahnstrecke Avallon–Nuits-sous-Ravières
| Nuit-sous-Ravières, 2008 |                      |                                                                        |                                                                        |
| Streckenverlauf rot eingefärbt |                      |                                                                        |                                                                        |
| Streckennummer (SNCF): | 756 000              |                                                                        |                                                                        |
| Kursbuchstrecke (SNCF): | 257 (PLM)            |                                                                        |                                                                        |
| Streckenlänge: | 43,5 km              |                                                                        |                                                                        |
| Spurweite: | 1435 mm (Normalspur) |                                                                        |                                                                        |
| Maximale Neigung: | 15,2 ‰               |                                                                        |                                                                        |
| Zweigleisigkeit: | ehemals ja           |                                                                        |                                                                        |
| |                      |                                                                        |                                                                        |
| \| \| \| Bahnstrecke Cravant-Bazarnes–Dracy-Saint-Loup von Cravant-Bazarnes \| \| \| \| 228,7 \| Avallon \| 255 m \| \| \| ~230,9 \| Bahnstrecke Cravant-Bazarnes–Dracy-Saint-Loup nach Autun \| Bahnstrecke Cravant-Bazarnes–Dracy-Saint-Loup nach Autun \| \| \| \| A 6 \| \| \| \| ~233,9 \| D 957 (ehem. N 457) \| D 957 (ehem. N 457) \| \| \| 237,0 \| Athie-Provency \| 261 m \| \| \| 241,6 \| L’Isle-Angely \| 199 m \| \| \| \| Bahnstrecke Laroche–L’Isle-Angely (Meterspur) nach Laroche-Migennes \| \| \| \| \| Serein (zerstört) \| \| \| \| 242,6 \| L’Isle-sur-Serein \| 208 m \| \| \| 246,8 \| Thizy-Montréal \| 249 m \| \| \| 252,1 \| Marmeaux \| 319 m \| \| \| 256,5 \| Châtel-Gérard \| 324 m \| \| \| \| \| \| \| \| ~257,7 \| Abzw. Pasilly – Aisy (zur LGV Sud-Est) \| Abzw. Pasilly – Aisy (zur LGV Sud-Est) \| \| \| \| \| \| \| \| ~260,9 \| LGV Sud-Est (Marseille–Paris-Gare-de-Lyon) \| LGV Sud-Est (Marseille–Paris-Gare-de-Lyon) \| \| \| 263,4 \| Etivey \| 243 m \| \| \| ~263,4 \| D 956 (ehem. N 456) \| D 956 (ehem. N 456) \| \| \| ~272,1 \| D 905 (ehem. N 5) \| D 905 (ehem. N 5) \| \| \| \| Bahnstrecke Paris–Marseille von Marseille \| \| \| \| \| \| \| \| \| 272,2 224,8 \| Nuits-sous-Ravières \| 195 m \| \| \| \| Bahnstrecke Nuits-sous-Ravières–Châtillon-sur-Seine n. Châtillon/Seine \| \| \| \| \| Bahnstrecke Paris–Marseille nach Paris-Gare-de-Lyon \| \| |                      |                                                                        |                                                                        |
| Strecke |                      | Bahnstrecke Cravant-Bazarnes–Dracy-Saint-Loup von Cravant-Bazarnes     | Bahnstrecke Cravant-Bazarnes–Dracy-Saint-Loup von Cravant-Bazarnes     |
| Bahnhof | 228,7                | Avallon                                                                | 255 m                                                                  |
| Abzweig ehemals geradeaus und nach rechts | ~230,9               | Bahnstrecke Cravant-Bazarnes–Dracy-Saint-Loup nach Autun               | Bahnstrecke Cravant-Bazarnes–Dracy-Saint-Loup nach Autun               |
| |                      | A 6                                                                    |                                                                        |
| Bahnübergang (Strecke außer Betrieb) | ~233,9               | D 957 (ehem. N 457)                                                    | D 957 (ehem. N 457)                                                    |
| Bahnhof (Strecke außer Betrieb) | 237,0                | Athie-Provency                                                         | 261 m                                                                  |
| Bahnhof · U-Bahn-Kopfbahnhof Streckenanfang | 241,6                | L’Isle-Angely                                                          | 199 m                                                                  |
| Strecke · U-Bahn-Strecke nach links |                      | Bahnstrecke Laroche–L’Isle-Angely (Meterspur) nach Laroche-Migennes    | Bahnstrecke Laroche–L’Isle-Angely (Meterspur) nach Laroche-Migennes    |
| Brücke über Wasserlauf (Strecke außer Betrieb) |                      | Serein (zerstört)                                                      | Serein (zerstört)                                                      |
| Bahnhof (Strecke außer Betrieb) | 242,6                | L’Isle-sur-Serein                                                      | 208 m                                                                  |
| Bahnhof (Strecke außer Betrieb) | 246,8                | Thizy-Montréal                                                         | 249 m                                                                  |
| Haltepunkt / Haltestelle (Strecke außer Betrieb) | 252,1                | Marmeaux                                                               | 319 m                                                                  |
| Bahnhof (Strecke außer Betrieb) | 256,5                | Châtel-Gérard                                                          | 324 m                                                                  |
| |                      |                                                                        |                                                                        |
| | ~257,7               | Abzw. Pasilly – Aisy (zur LGV Sud-Est)                                 | Abzw. Pasilly – Aisy (zur LGV Sud-Est)                                 |
| |                      |                                                                        |                                                                        |
| | ~260,9               | LGV Sud-Est (Marseille–Paris-Gare-de-Lyon)                             | LGV Sud-Est (Marseille–Paris-Gare-de-Lyon)                             |
| Bahnhof (Strecke außer Betrieb) | 263,4                | Etivey                                                                 | 243 m                                                                  |
| Bahnübergang (Strecke außer Betrieb) | ~263,4               | D 956 (ehem. N 456)                                                    | D 956 (ehem. N 456)                                                    |
| Brücke (Strecke außer Betrieb) | ~272,1               | D 905 (ehem. N 5)                                                      | D 905 (ehem. N 5)                                                      |
| Strecke quer · Kreuzung geradeaus oben · Strecke von rechts |                      | Bahnstrecke Paris–Marseille von Marseille                              | Bahnstrecke Paris–Marseille von Marseille                              |
| Abzweig geradeaus und von links · Strecke nach rechts |                      |                                                                        |                                                                        |
| Bahnhof | 272,2 224,8          | Nuits-sous-Ravières                                                    | 195 m                                                                  |
| Abzweig geradeaus, nach rechts und ehemals von rechts |                      | Bahnstrecke Nuits-sous-Ravières–Châtillon-sur-Seine n. Châtillon/Seine | Bahnstrecke Nuits-sous-Ravières–Châtillon-sur-Seine n. Châtillon/Seine |
| Strecke |                      | Bahnstrecke Paris–Marseille nach Paris-Gare-de-Lyon                    | Bahnstrecke Paris–Marseille nach Paris-Gare-de-Lyon                    |

Die Bahnstrecke Avallon–Nuits-sous-Ravières war eine einspurige Bahnstrecke für Personen- und Güterverkehr in Frankreich. Sie wurde von der Compagnie des chemins de fer de Paris à Lyon et à la Méditerranée (PLM) gebaut und betrieben und bereits 1954 aufgegeben.

## Geschichte

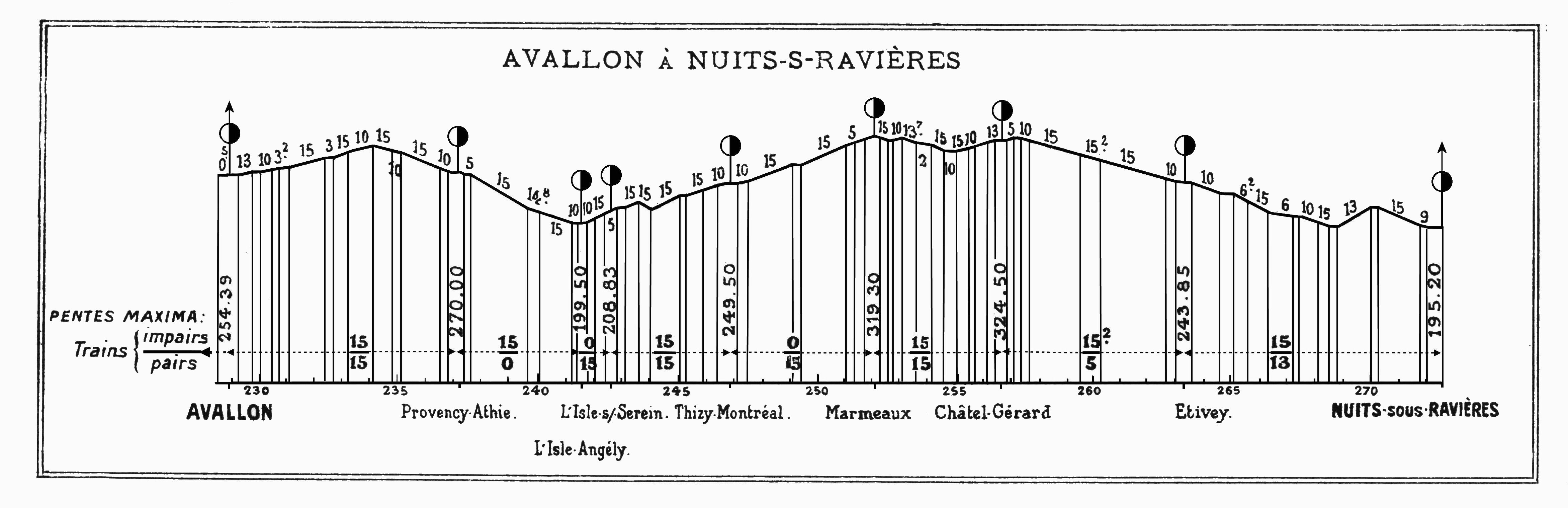
Höhenprofil der Strecken

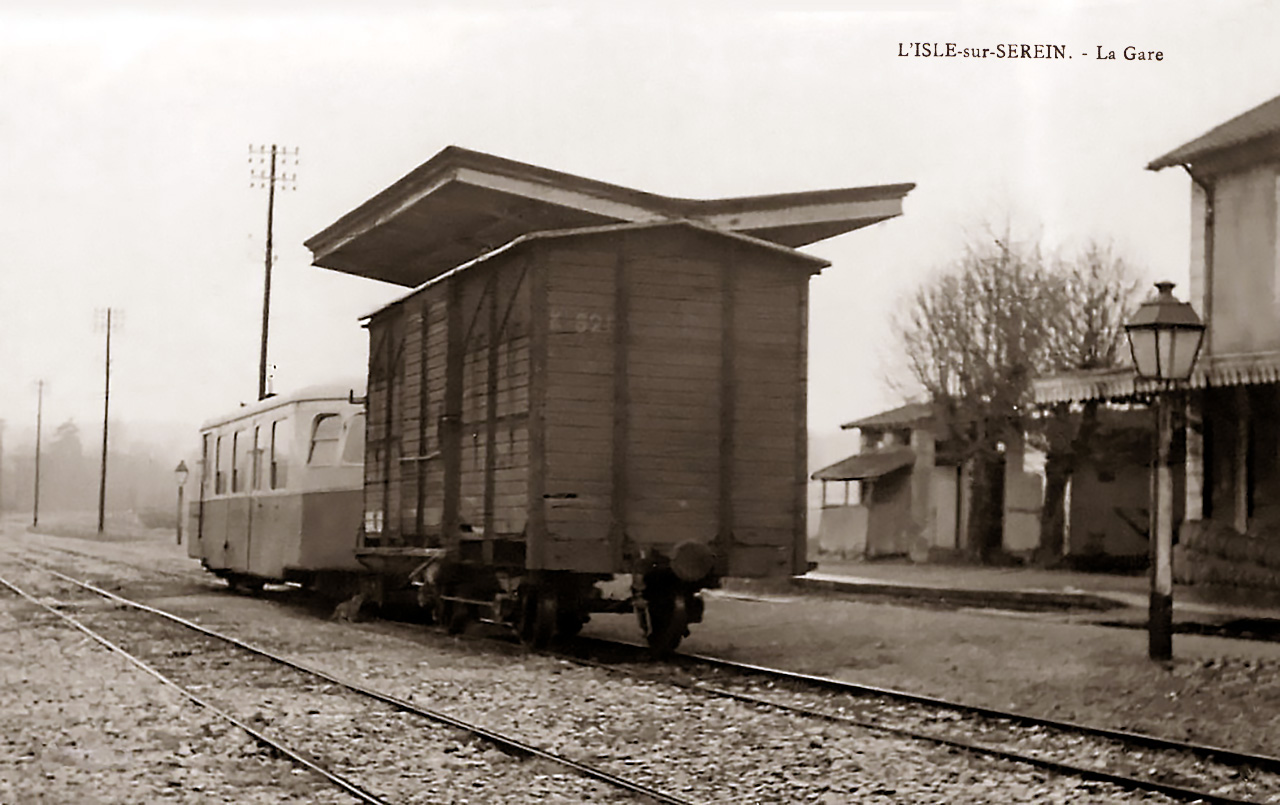
Bahnhof L’Isle-sur-Serein mit CFD-Billard-Schienenbus. Typische Zugkomposition der Zwischenkriegsjahre. Rechts Gleise der PLM (SNCF)

Bereits Mitte der 1860er Jahre wurde diese Querverbindung als wichtig erachtet, um eine bessere Verbindung der Unterpräfekturen von Avallon und Montbard herzustellen. Entsprechend wurde am 1. Mai 1863 der PLM, die in dieser Region schon andere Strecken betrieb oder baute, eine Konzession erteilt. Verwaltungsprobleme durch den Deutsch-Französischen Krieg verhinderten den sofortigen Beginn der Arbeiten. Gerade der Krieg mit dem Erbfeind zeigte, wie wichtig eine strategische Ost-West-Verbindung wäre. Zum Jahresende 1875 wurde die Strecke als „von öffentlichem Interesse“ deklariert, sodass auch Öffentlicher Personenverkehr stattfinden konnte.

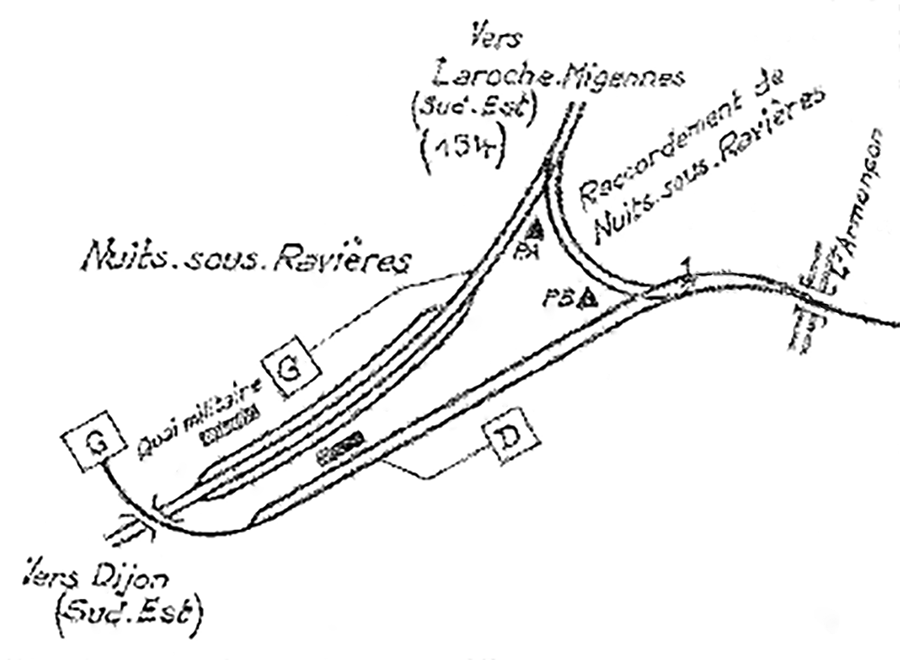
Gleisplan des Bahnhofs Nuits-sous-Ravières, 1959

Weitere Verzögerungen bei der Realisierung der Strecke gab es durch Unstimmigkeiten in der Lokalpolitik ob der besten Streckenführung und beim Grundstückskauf. Erst am 26. Mai 1883 wurden die Bauarbeiten beauftragt, Ende November 1888 die Strecke eröffnet. Schon bald zeigte sich, dass die Auslastung durch öffentlichen Personen- und Güterverkehr geringer war als erwartet. Am Tag drei Personenzüge mit einem angekoppelten Güterwagen fuhren mit 25 km/h die Strecke ab. Es gab immer wieder offizielle Beschwerden von den Lokalpolitikern an die Bahngesellschaft wegen ungepflegter Infrastruktur und dem eingesetzten Wagenmaterial. Schon ab 1932 wurden Personenzüge durch Busse ersetzt. Auch mit der Übernahme der Strecke durch die SNCF 1938 änderte sich weder der Zustand der Strecke oder des Wagenmaterials noch die Auslastung oder die Frequenz. Nach einer gewissen Betriebsamkeit im Zweiten Weltkrieg wurde die Strecke 1952 vollständig geschlossen und am 12. November 1954 entwidmet.

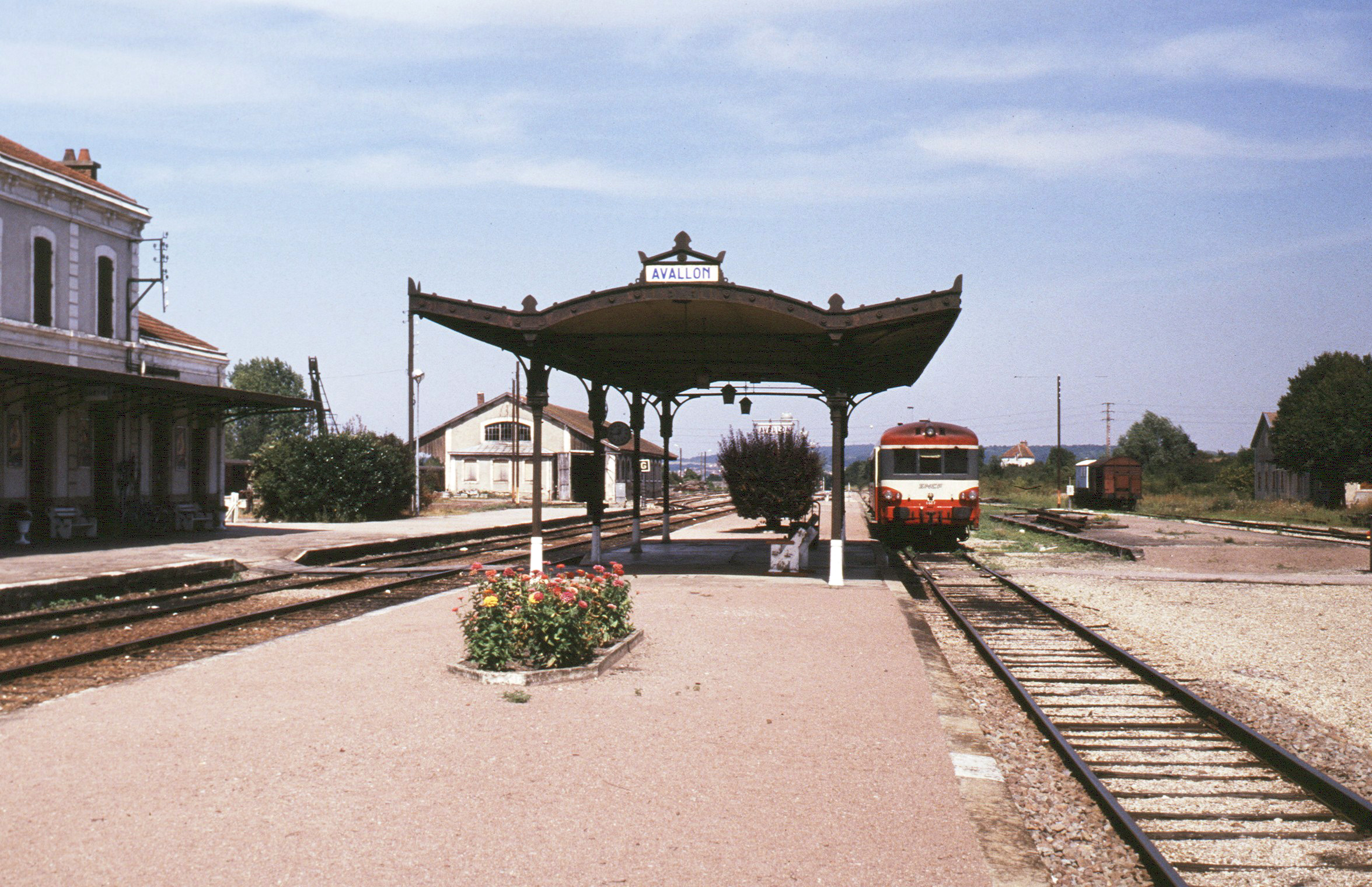
Bahnhof Avallon, 1993

Auch nach Schließung der Strecke wurden die Gleise der Bahnstrecke Nuits-sous-Ravières–Châtillon-sur-Seine im Bahnhof Nuits-sous-Ravières zunächst nicht mit denen der Bahnstrecke Paris–Marseille verknüpft, sondern nur als Abstellgleis genutzt. Der einstige Inselbahnhof wurde erst in den späten 1960er Jahren zum Keilbahnhof, der Abzweig Raccordement de Nuits-sous-Ravières geschlossen.
In L’Isle-sur-Serein bestand in den Jahren 1885 bis 1951 Anschluss an die Meterspur-Bahnstrecke Laroche–L’Isle-Angely, die von der Compagnie de chemins de fer départementaux (CFD) betreiben wurde.
Heute sind zwar noch einige Bahnhofsgebäude, Schuppen und Gleisfelder zu sehen, doch vielfach wurde das Gleisbett eingeebnet und zum Teil mit Häusern überbaut. Etwa auf halber Strecke kreuzen sowohl die LGV Sud-Est in Nord-Süd-Richtung als auch dessen Abzweig an die Bahnstrecke Paris–Marseille und die Stadt Montbard sowie die Autoroute A 6 niveaugleich. Anderenorts nutzen landwirtschaftliche Flächen die ehemalige Trasse.